# Ischnurges argentalis
Ischnurges argentalis là một loài bướm đêm trong họ Crambidae.